# The Eternal Mother (film 1917)
The Eternal Mother è un film muto del 1917 diretto da Frank Reicher.

## Trama
Maris, abbandonata dal marito Lynch, dopo aver ricevuta la notifica della morte di Lynch e di Felice, la loro figlia, si sposa con Dwight Alden, il proprietario di una fabbrica. Maris scopre presto che il nuovo marito usa come operai dei bambini: la donna, aiutata dal pastore del villaggio, cerca di persuadere Alden di quanto sia sbagliato far ricorso al lavoro minorile ma l'uomo non tollera alcuna ingerenza nei suoi affari. Il pastore, dopo aver denunciato violentemente Alden dal pulpito, ha un infarto e muore. Maris, ormai sola nella sua battaglia, si interessa alla sorte di una bambina rimasta ferita durante il lavoro. Scopre così che quella è proprio sua figlia e che Lynch è ancora vivo. Maris, presa Felice, se ne va via. Alden si scontra con il primo marito ma viene a sapere che Lynch aveva ottenuto il divorzio, per cui il suo matrimonio con Maris è valido. Ritrova la moglie e, dopo averle dichiarato di aver abolito il lavoro minorile e di aver fatto altri miglioramenti in fabbrica, si riconcilia con lei.

## Produzione
Il film fu prodotto dalla Metro Pictures Corporation.

## Distribuzione
Distribuito dalla Metro Pictures Corporation, il film uscì nelle sale cinematografiche USA il 26 novembre 1917.